# Acid sulfinic

Structura chimică generală a unui acid sulfinic

Acizii sulfinici sunt oxoacizi ai sulfului și prezintă formula generală RSO(OH). În acești compuși organosulfurați, atomul de sulf prezintă o geometrie moleculară piramidală. Datorită acestui fapt, acizii sulfinici sunt compuși chirali.

## Obținere

Structura chimică generală a unui sulfinat de sodiu

Acizii sulfinici sunt de obicei preparați în urma acidifierii in situ a sărurilor corespunzătoare, care poartă denumirea de sulfinați. Aceste săruri pot fi obținute în urma reducerii unor cloruri de sulfonil. Reacția poate fi realizată și prin reducerea directă a clorurilor de sulfonil cu zinc:
O metodă alternativă este reacția Grignard realizată cu dioxid de sulf (tratarea unui compus organomagnezian cu SO2, urmată de hidroliză):